# Цитадель Салах ад-Дина
Это статья о цитадели в Сирии. См. также Каирская цитадель о крепости в Каире.
Цитадель Салах ад-Дина (араб. قلعة صلاح الدين‎, Калъат-Салах-ад-Дин) — цитадель (замок) в Сирии, известная также как замок Салах ад-Дина.
Он расположен в 30 км к востоку от Латакии, в высокогорной местности, на хребте между двумя глубокими оврагами, и окружён лесами.

## История
Укрепление существует здесь по крайней мере с середины X века. В 975 году византийский император Иоанн I Цимисхий захватил замок, и он оставался под византийским контролем примерно до 1108 года.
В начале XII века франки взяли его под свой контроль, и замок стал частью вновь образованного государства крестоносцев — княжества Антиохия. Крестоносцы предприняли обширное строительство, придав большей части замка современный вид. В 1188 году замок пал под натиском сил Саладина после трёхдневной осады. Замок снова был осаждён в 1287 году, на этот раз и защитниками, и осаждающими были мамлюки.
В 2006 году замки Калъат-Салах-ад-Дин и Крак-де-Шевалье были признаны объектами Всемирного наследия ЮНЕСКО (в 2013 году внесены в список объектов, находящихся под угрозой). Замок находится в собственности правительства Сирии.

## Фотогалерея

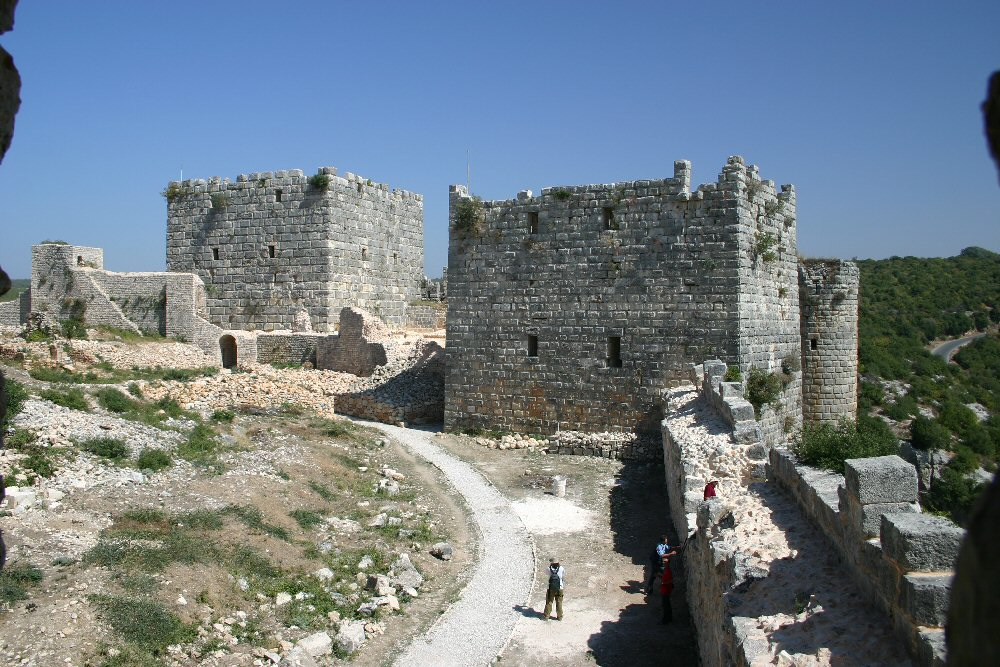
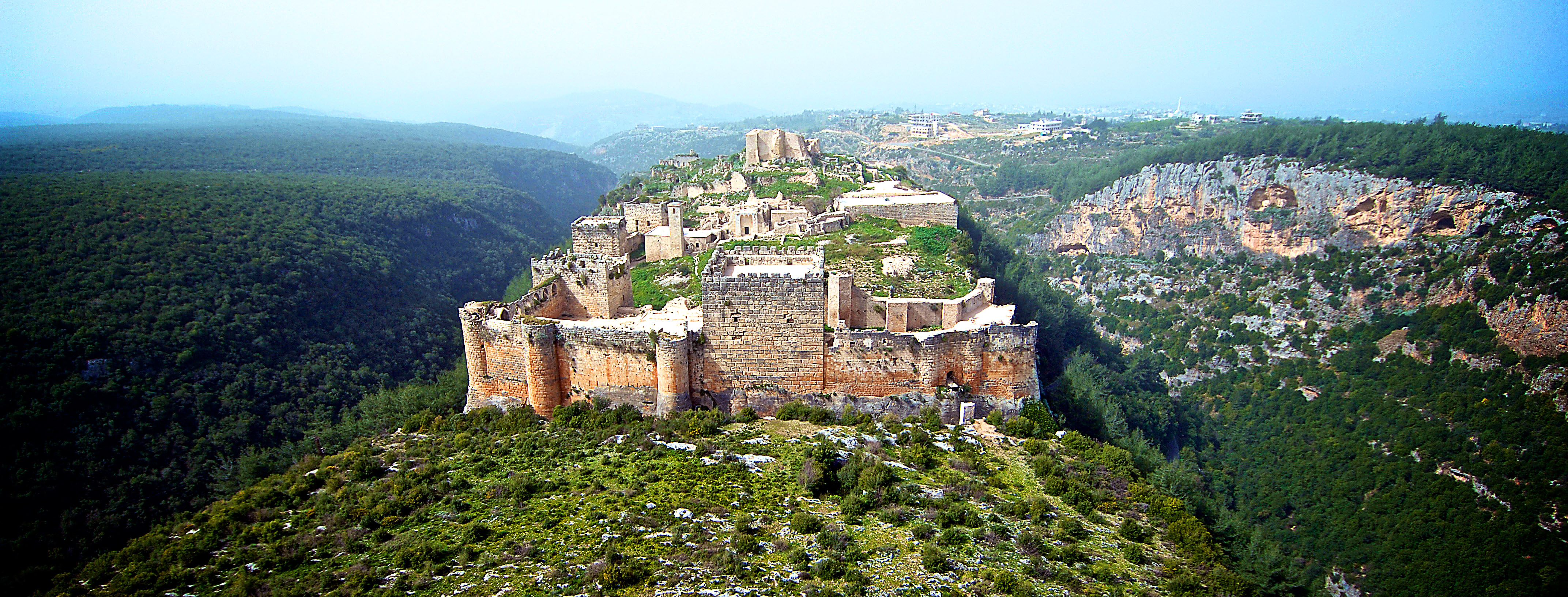
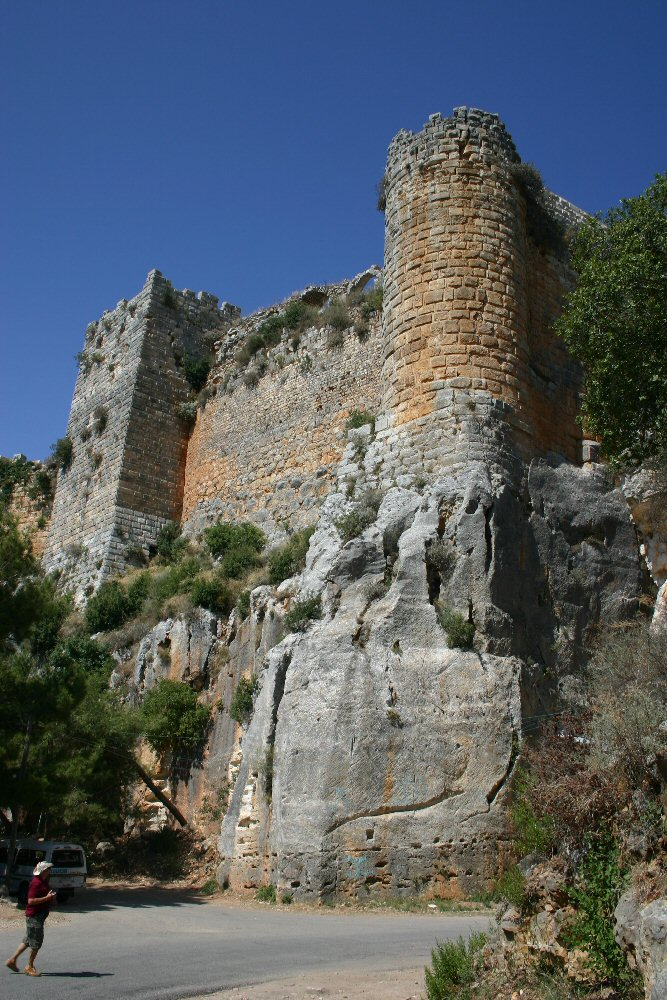
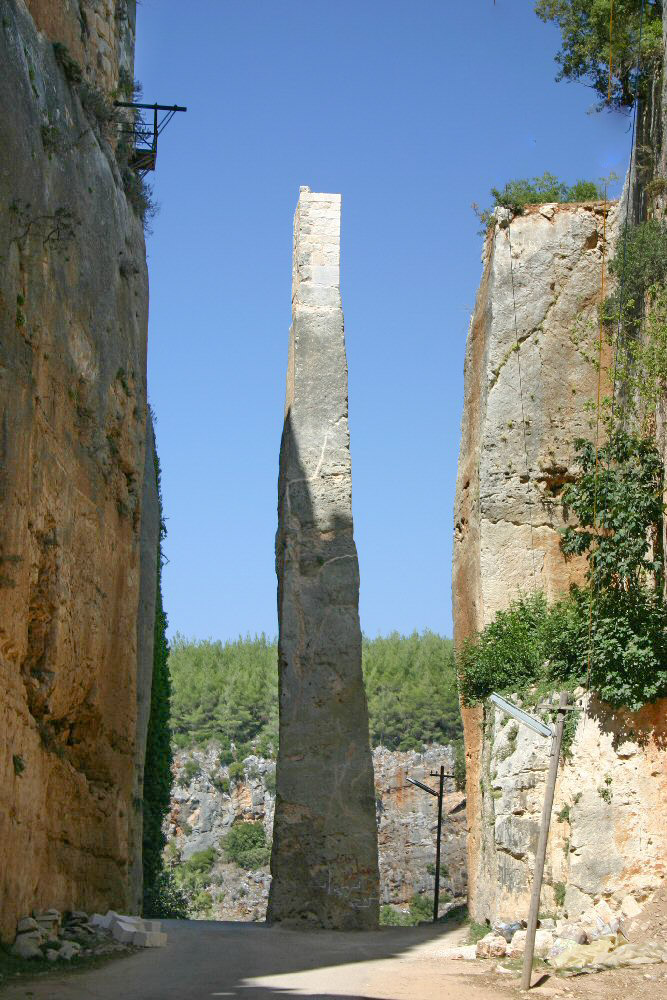
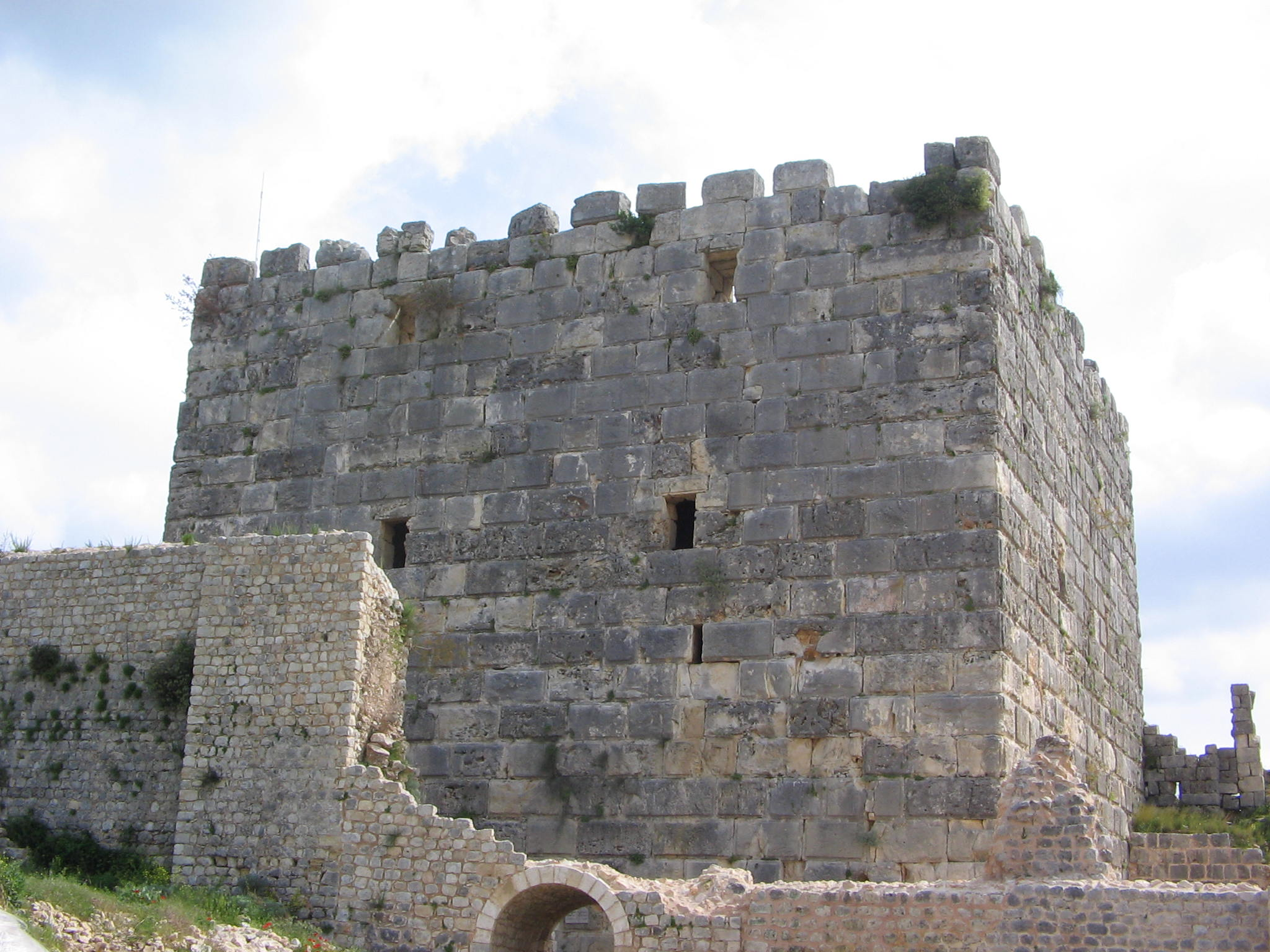
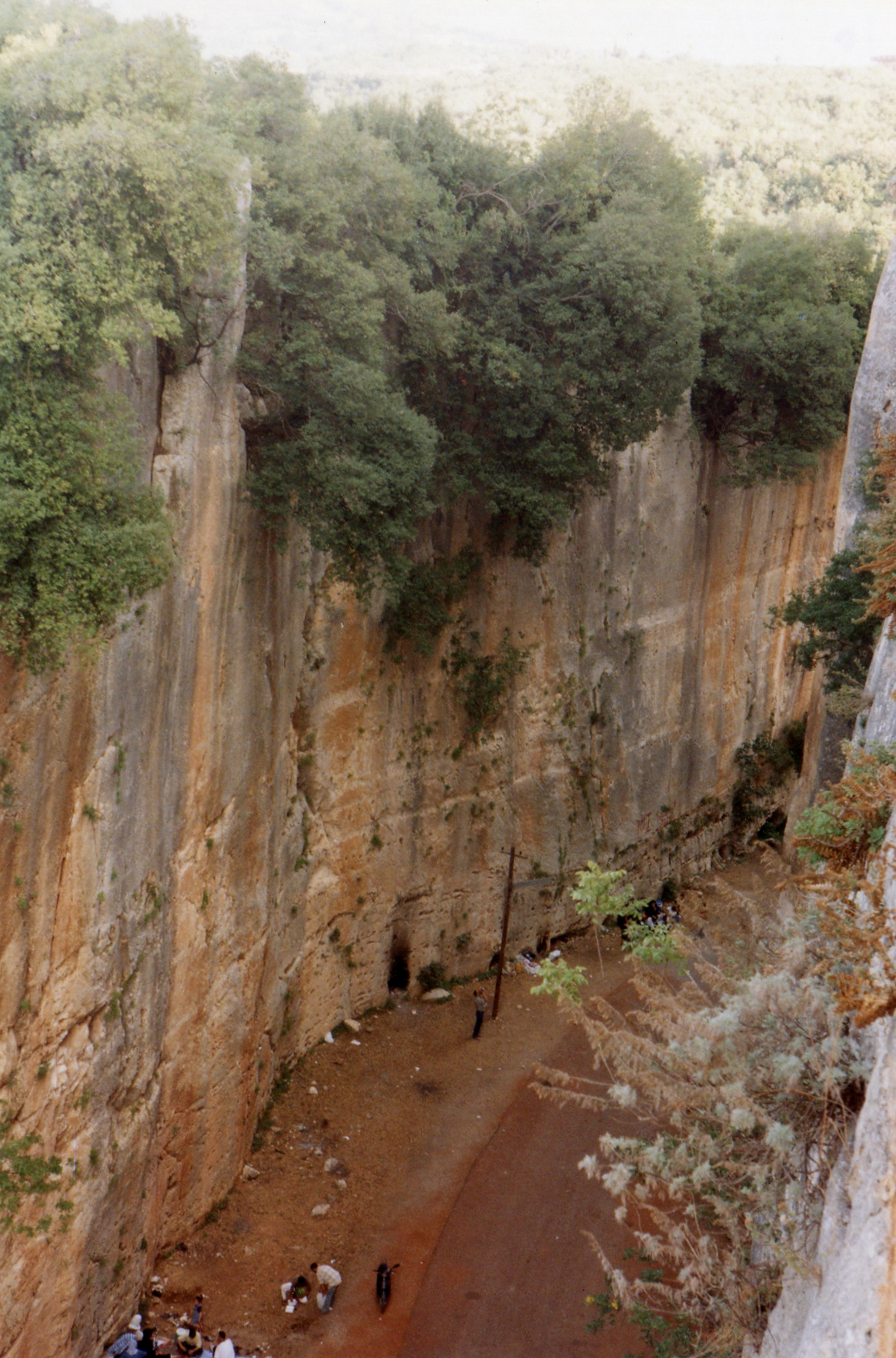
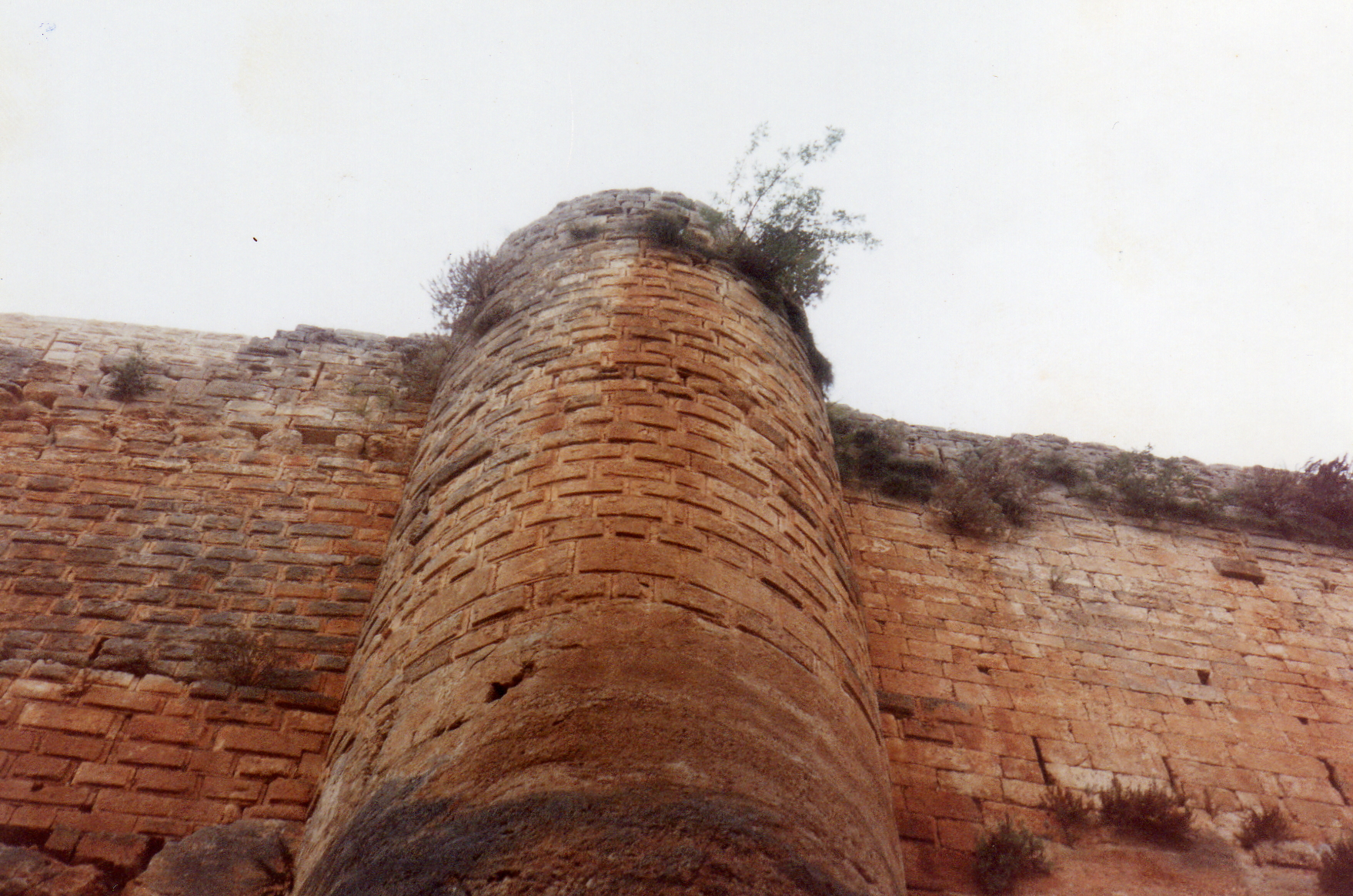
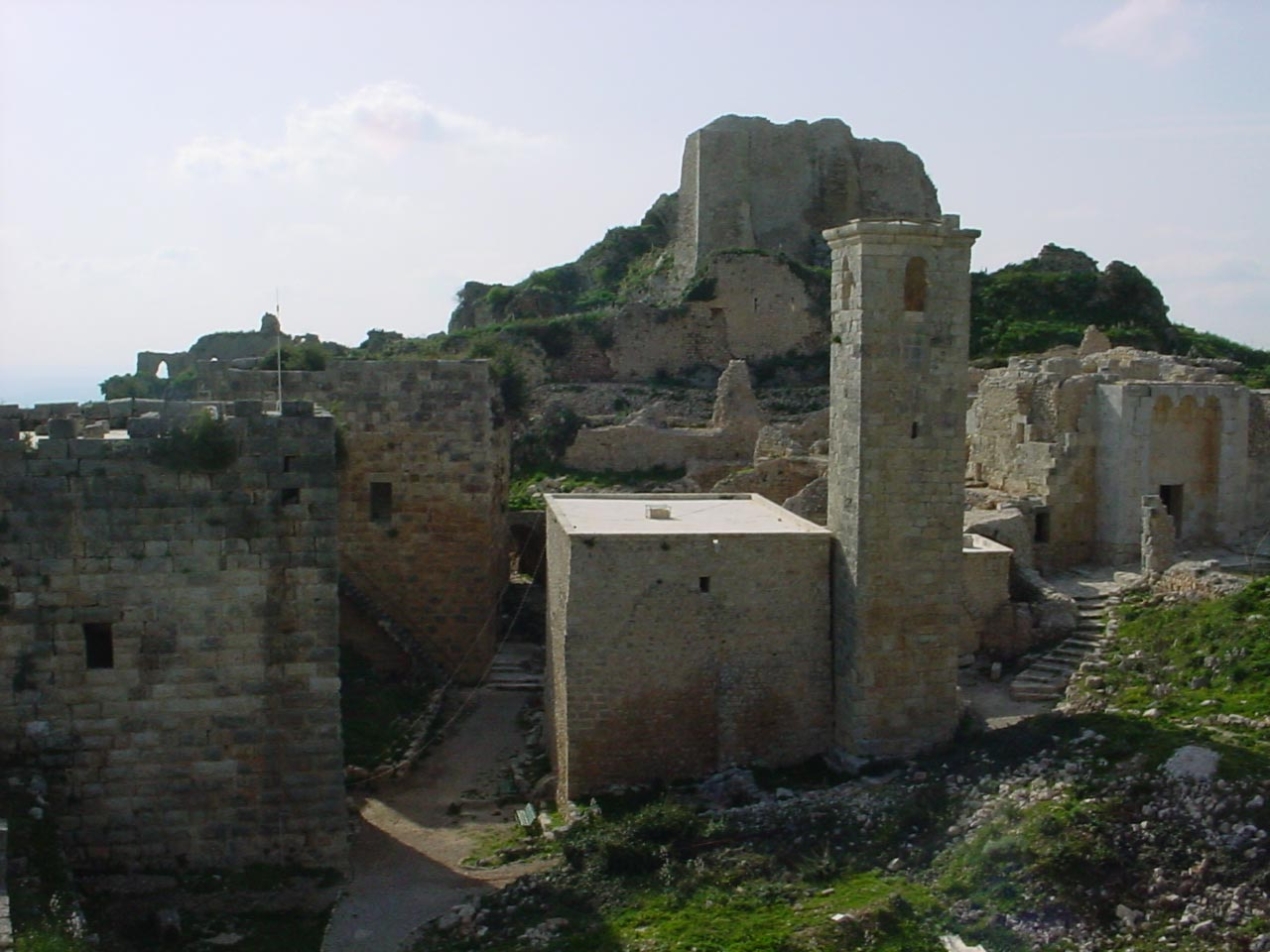
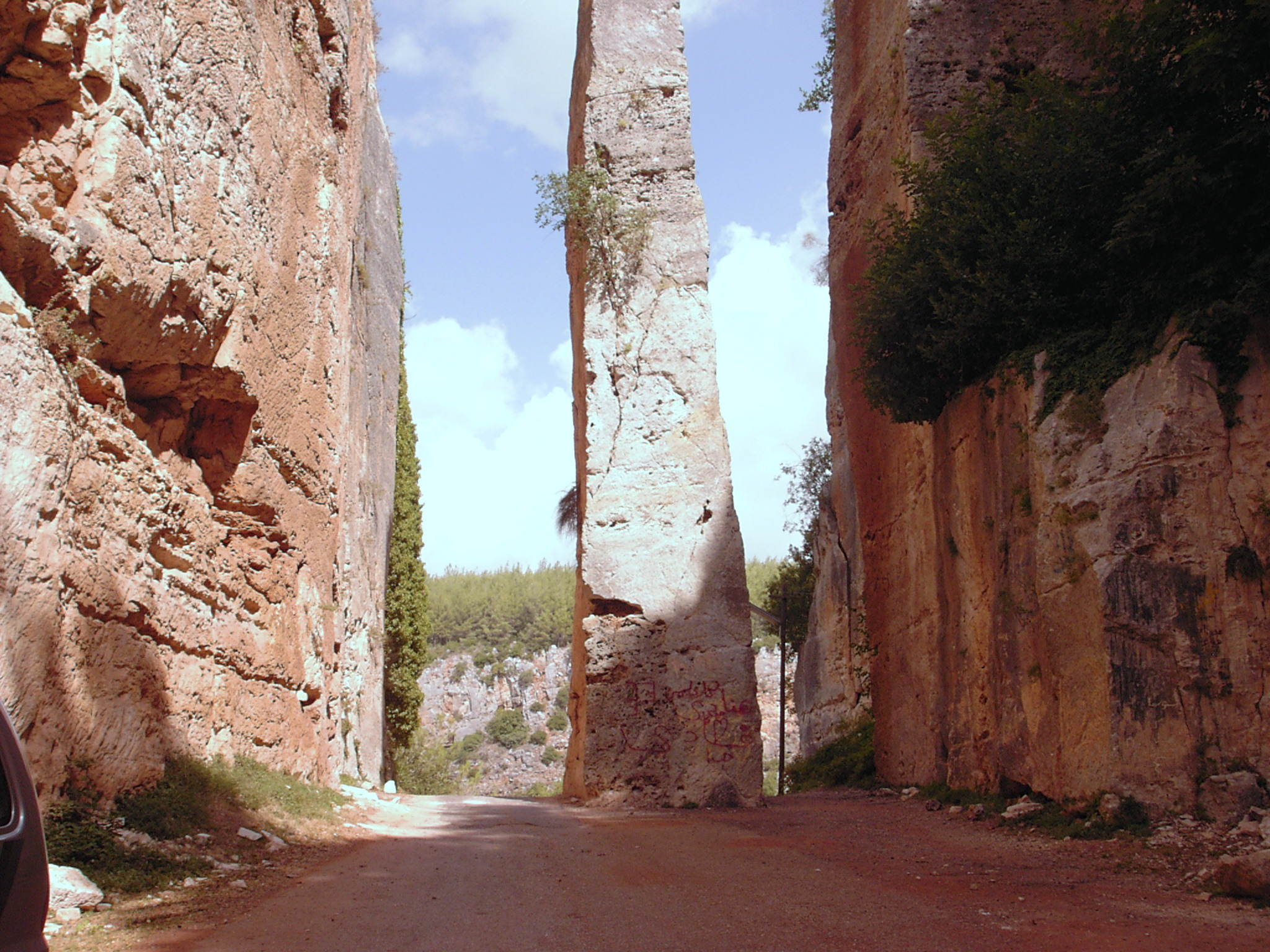
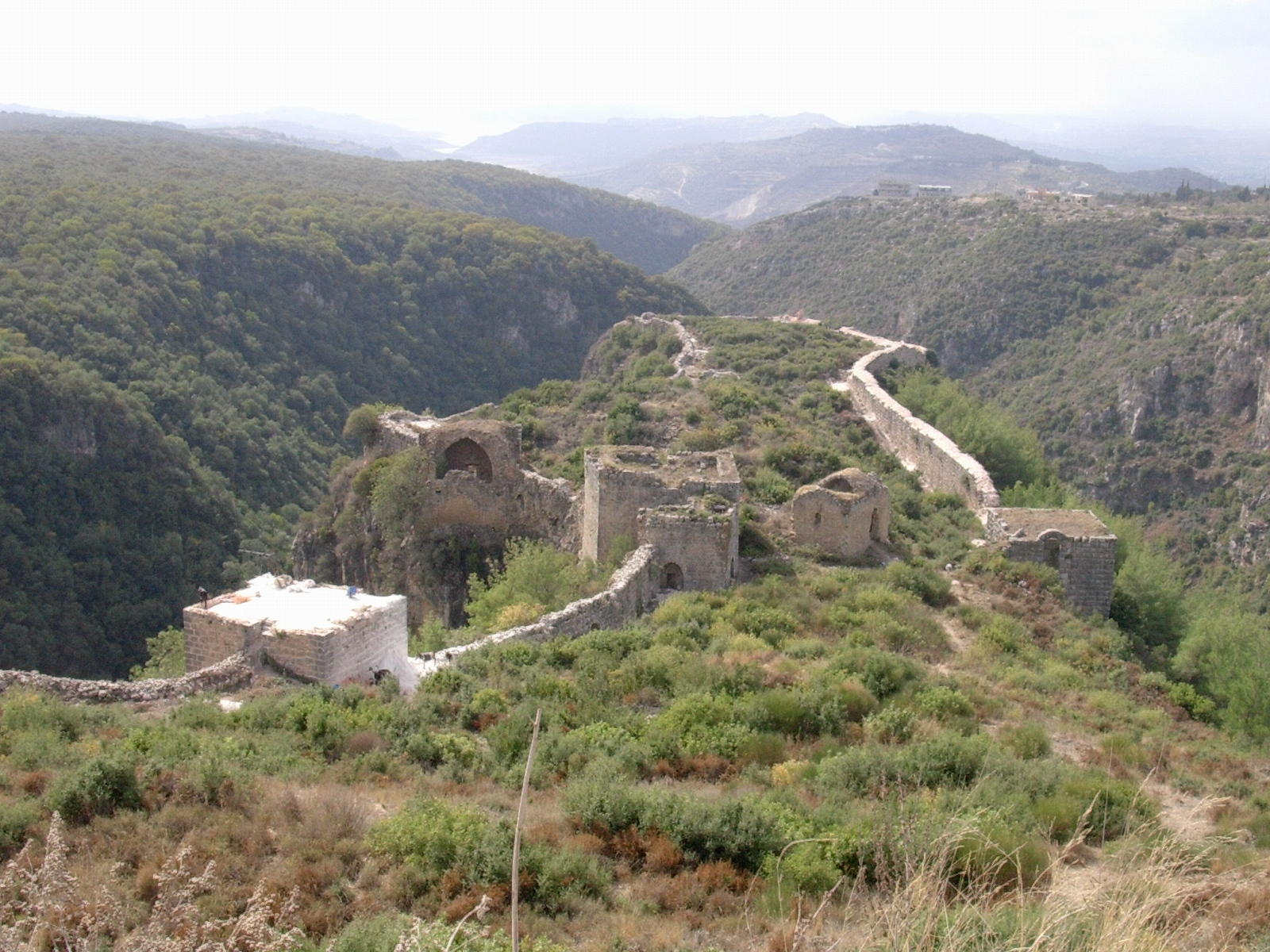
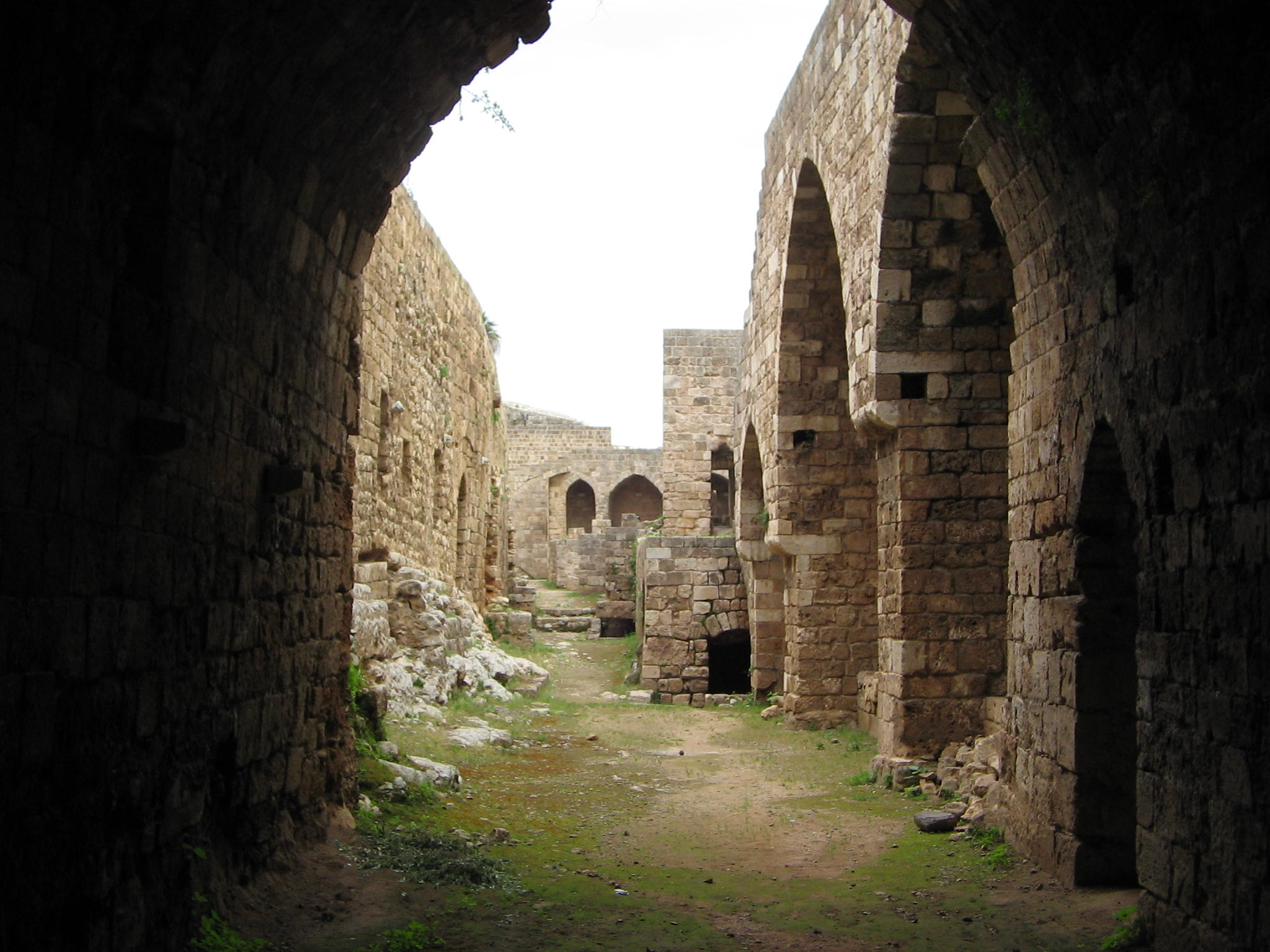
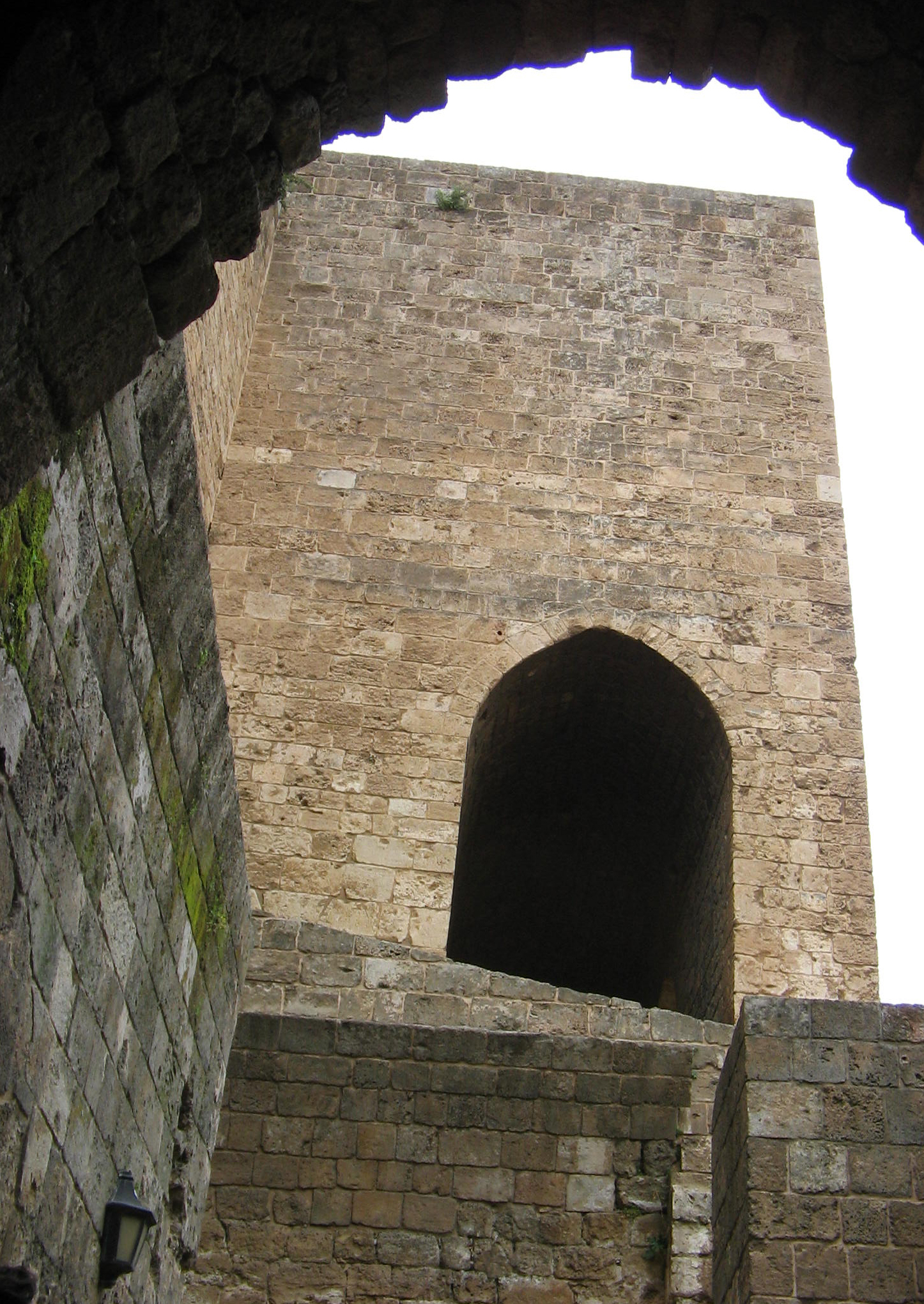